# آلاله دانه‌تیز
آلاله دانه‌تیز (نام علمی: Ranunculus oxyspermus) نام یک گونه از سرده آلاله است. سردهٔ آلاله در ایران ۵۵ گونهٔ علفی یک ساله و چند ساله دارد. آلاله دانه‌تیز یکی از ۵۵ گونهٔ موجود در ایران است.